# Josep Solà i Seriol
Josep Solà i Seriol (Badalona, 1843-1906) va ser un mestre i polític català.
Els seus pares van ser Nicolau Solà i Sayol, corder, i Josepa Seriol i Escolà. El seu avi patern havia estat espardenyer. Es va titular el 1862 i va fundar una escola de segon ensenyament coneguda com a Col·legi dels Germans Solà, on es feia batxillerat lliure. Allà va fer classes amb l'ajut dels seus germans Jaume i Baldomer. Va ser alcalde el 1872 i el 1873, durant la Primera República, i va exercir, d'altra banda, els càrrecs de fiscal i dipositari municipal.